# Sedraia
Sedraia (în arabă صدراية) este o comună din provincia Médéa, Algeria.
Populația comunei este de 7.690 de locuitori (2008).